# Álex Valle
Álex Valle Gómez (Badalona, 25 aprile 2004) è un calciatore spagnolo, difensore del Como.

## Caratteristiche tecniche
Gioca come terzino sinistro.

## Carriera

### Club
Cresciuto nel settore giovanile del Barcellona, ha debuttato con la squadra riserve il 19 marzo 2022 nell'incontro di Primera División RFEF vinto 2-1 contro il Cornellà. Il 31 gennaio 2023 ha prolungato fino al 2025 ed è stato ceduto in prestito al FC Andorra, con cui ha debuttato in Segunda División il 3 marzo seguente, contro il Las Palmas.
Il 14 agosto 2023 è passato in prestito al Levante, dove ha giocato con buona continuità in seconda divisione. Il 28 agosto 2024 ha prolungato il contratto fino al 2026 ed è stato prestato al Celtic, club della prima divisione scozzese.
Il 31 gennaio 2025, il suo prestito al Celtic viene rescisso; contestualmente, viene ceduto, sempre a titolo temporaneo, al Como, in Serie A. Il giorno dopo, esordisce da titolare nella partita in casa del Bologna, persa per 2-0. Dopo aver raccolto 15 presenze in campionato con i comaschi, il 3 giugno 2025 Valle viene ufficialmente riscattato dal club, per circa quattro milioni di euro, più due di bonus, firmando un contratto quadriennale.

### Nazionale
Ha giocato con le nazionali giovanili spagnole Under-18, Under-19 ed Under-20.

## Statistiche

### Presenze e reti nei club
Statistiche aggiornate al 24 maggio 2025.
| Stagione            | Squadra             | Campionato          | Campionato | Campionato | Coppe nazionali | Coppe nazionali | Coppe nazionali | Coppe continentali | Coppe continentali | Coppe continentali | Altre coppe | Altre coppe | Altre coppe | Totale | Totale | Totale |
| Stagione            | Squadra             | Comp                | Pres       | Reti       | Comp            | Pres            | Reti            | Comp               | Pres               | Reti               | Comp        | Pres        | Reti        | Pres   | Reti   |        |
| ------------------- | ------------------- | ------------------- | ---------- | ---------- | --------------- | --------------- | --------------- | ------------------ | ------------------ | ------------------ | ----------- | ----------- | ----------- | ------ | ------ | ------ |
| 2021-2022           | Barcellona B        | PDR                 | 3          | 0          | -               | -               | -               | -                  | -                  | -                  | -           | -           | -           | 3      | 0      |        |
| 2022-gen. 2023      | Barcellona B        | PF                  | 19         | 0          | -               | -               | -               | -                  | -                  | -                  | CC          | 1           | 0           | 20     | 0      |        |
| Totale Barcellona B | Totale Barcellona B | Totale Barcellona B | 22         | 0          |                 | -               | -               |                    | -                  | -                  |             | 1           | 0           | 23     | 0      |        |
| gen.-giu. 2023      | FC Andorra          | SD                  | 7          | 0          | CR              | 0               | 0               | -                  | -                  | -                  | CC          | 1           | 0           | 8      | 0      |        |
| 2023-2024           | Levante             | SD                  | 29         | 0          | CR              | 0               | 0               | -                  | -                  | -                  | -           | -           | -           | 29     | 0      |        |
| 2024-gen. 2025      | Celtic              | SP                  | 11         | 0          | CS+CdL          | 0+3             | 0               | UCL                | 5                  | 0                  |             | -           | -           | 19     | 0      |        |
| gen.-giu. 2025      | Como                | A                   | 15         | 0          | CI              | -               | -               | -                  | -                  | -                  | -           | -           | -           | 15     | 0      |        |
| Totale carriera     | Totale carriera     | Totale carriera     | 84         | 0          |                 | 3               | 0               |                    | 5                  | 0                  |             | 2           | 0           | 94     | 0      |        |

## Palmarès

### Club

#### Competizioni nazionali
- Coppa di Lega scozzese: 1

Celtic: 2024-2025